# World Be Gone (canción de Erasure)
«World Be Gone» es el cuadragésimoquinto disco sencillo del dueto inglés de música electrónica Erasure, publicado el 28 de julio de 2017.

World Be Gone es el segundo corte del álbum World Be Gone.

## Lista de temas
| CD Sencillo 1. World Be Gone (Single Mix) 2. I Need You Now 3. World Be Gone (Giant Mix by Gareth Jones) 4. World Be Gone (Boxed In Remix) 5. Oh What A World (GRN Remix) 6. Oh What A World (Manhattan Clique Remix) 7. Just A Little Love (House Of Labs Club Remix) |

## Créditos
World Be Gone, Oh What A World, Just A Little Love y I Need You Now -tema inédito- son canciones escritas por Vince Clarke y Andy Bell.